# دولت مرتس
دولت مِرتس ( آلمانی: Kabinett Merz   ،تلفظ‌شده به صورت [kabiˈnɛt ˈmɛʁts] ) بیست و پنجمین دولت جمهوری فدرال آلمان در بیست و یکمین دوره مجلس قانونگذاری بوندستاگ می‌باشد. این کابینه جایگزین کابینه قبلی به رهبری اولاف شولتز شد. این دولت توسط فریدریش مرتس رهبری می‌شود.
دولت مرتس متشکل از حزب اتحادیه دموکرات مسیحی (CDU)، حزب خواهرخوانده آن، اتحادیه سوسیال مسیحی (CSU) باواریایی (که ائتلاف CDU/CSU را تشکیل می‌دهند؛ به اصطلاح اتحادیه ) و حزب سوسیال دموکرات (SPD) هستند. این پنجمین بار در تاریخ آلمان پس از جنگ است که ائتلافی بین حزب اتحادیه و حزب سوسیال دموکرات تشکیل می‌شود و از سال ۲۰۱۸ اولین بار از زمانی است که چهارمین کابینه مرکل به رهبری آنگلا مرکل تشکیل شد.